# عکاسی طبیعت

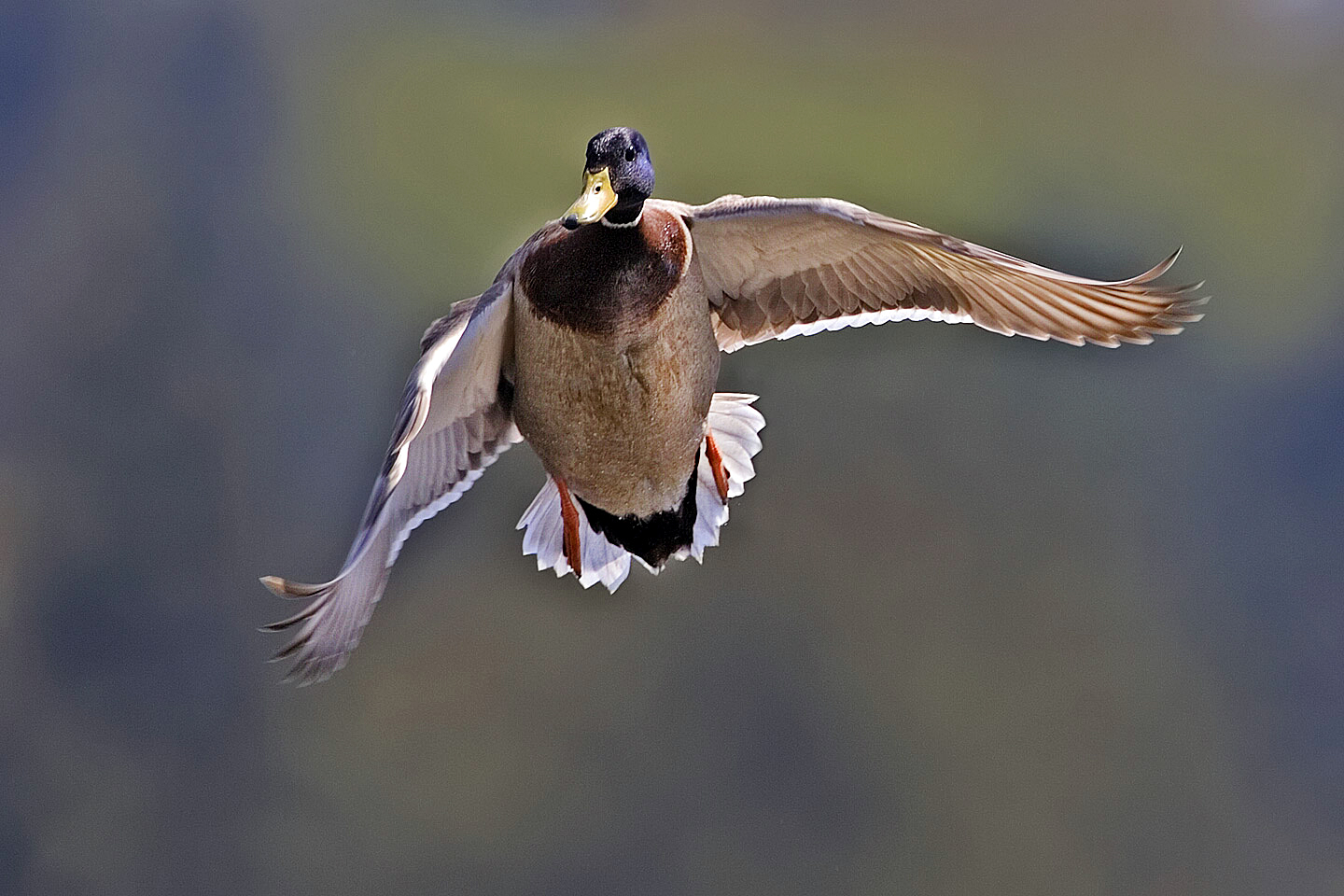
عکاسی از طبیعت

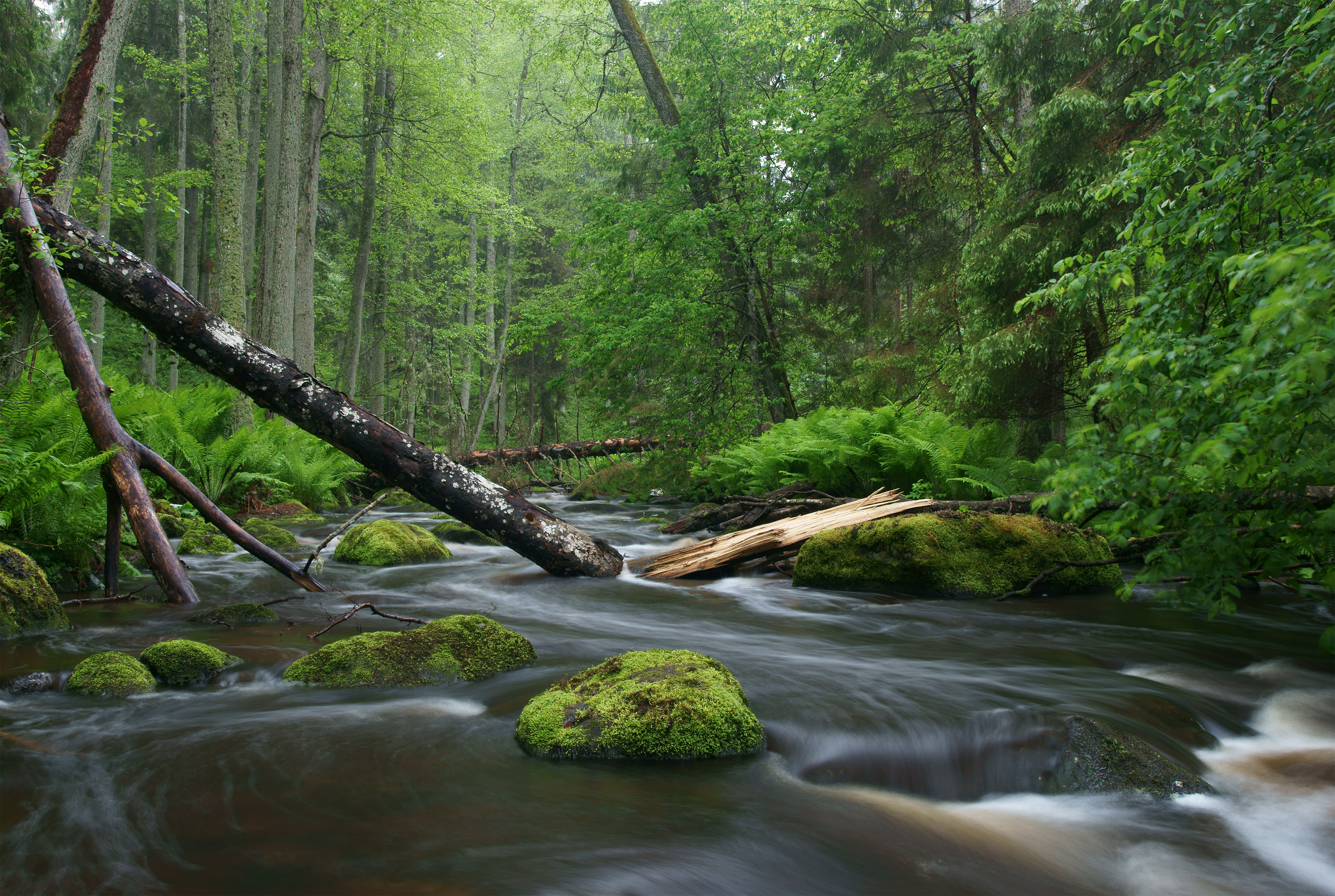
تصویری از پارک ملی لاهما

عکاسی طبیعت یا عکاسی از طبیعت (به انگلیسی: Nature photography)، عکاسی از مناظر طبیعی، زندگی وحوش، گیاهان و تصویرهایی از بافت‌های طبیعی می‌باشد. عکس‌های این سبک به‌طور معمول خالی از حضور انسان یا عنصر انسانی - همچون ساختمان‌ها - و حتی جانوران دست‌آموز و اهلی است.
تصاویر طبیعت دربرگیرنده موضوعات زیادی هستند، از گیاهان تا پرندگان، حشرات، ریز تا گله‌های جانوران وحشی. این تصویرها بیشتر برای ارائه اطلاعات دقیق واقعی برای نشریه‌های آموزشی (کتاب‌ها، مجله‌های تخصصی، نمایشگاه‌ها) و همچنین به عنوان تصویر عام مورد نیاز هستند. در نتیجه این مورد حوزه جدیدی برای ایجاد یک آرشیو تخصصی است. راز موفقیت عکاسی طبیعت نمایش دقیق موضوع و محیط زیست آن است.

## روش و ساختار
در این نوع عکاسی داشتن دانش تخصصی (مانند زیست‌شناسی، پرنده‌شناسی یا جانورشناسی) به غیر از خود عکاسی مفید خواهد بود. باید بدانید کجا و چگونه در محل موضوع انتخاب شده قرار گیرید، بهترین محل و زمان سال برای عکاسی کدام است، و محل نوشیدن همیشگی آب یا عادت‌های خوردن آن‌ها (جانوران و پرندگان و غیره) کدام است.

## عکاسی از دنیای وحش
در عکاسی از دنیای وحش، داشتن لنز تله، بردباری و شکیبایی ضروری است. بیشتر جانوران وحشی از انسان می‌ترسند، بنابراین به کار بردن عدسی که فاصله کانونی آن زیاد باشد، طوری که بتوانید از فاصله دور عکاسی کنید، لازم است.

#### عکسبرداری از جانوران

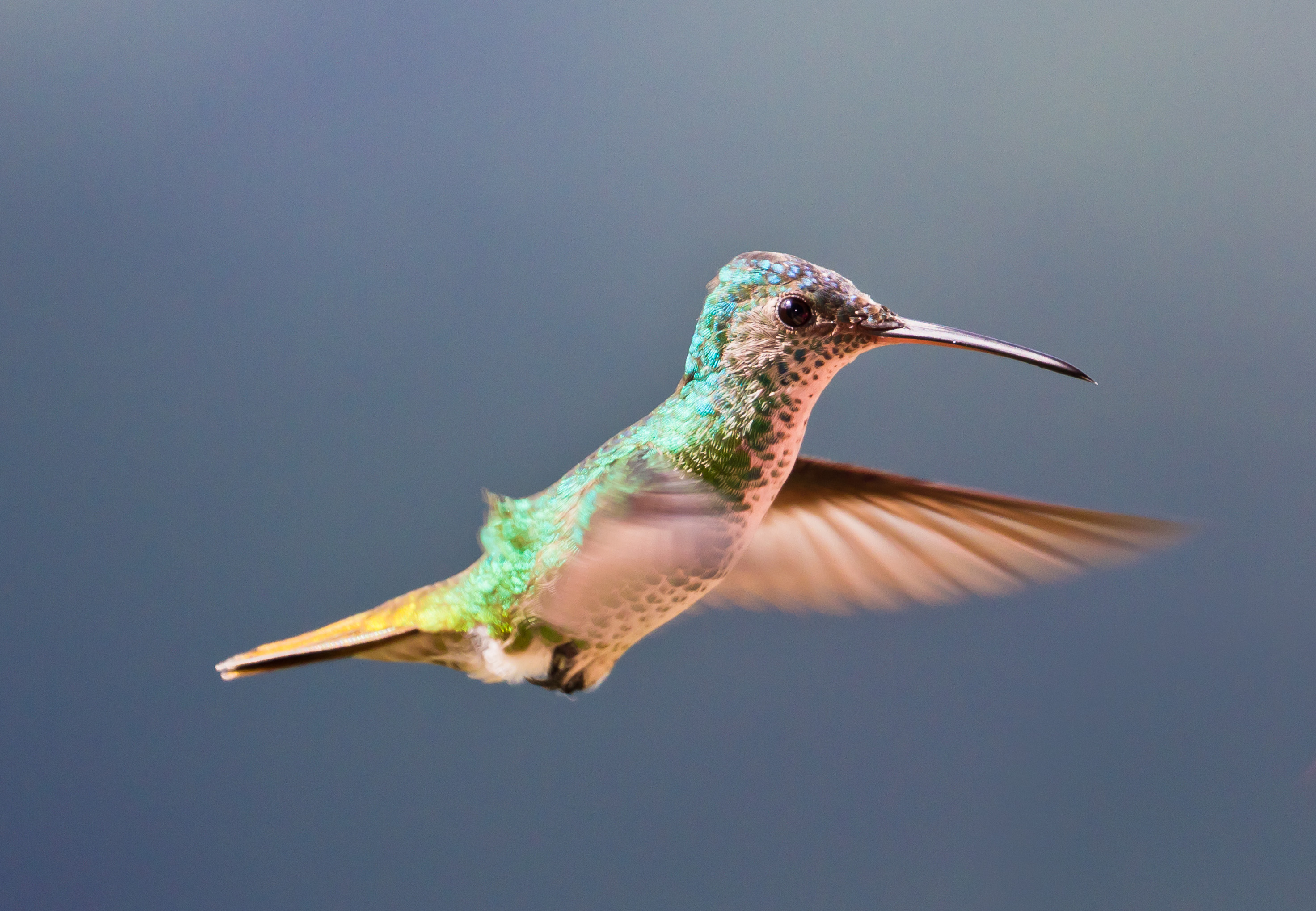

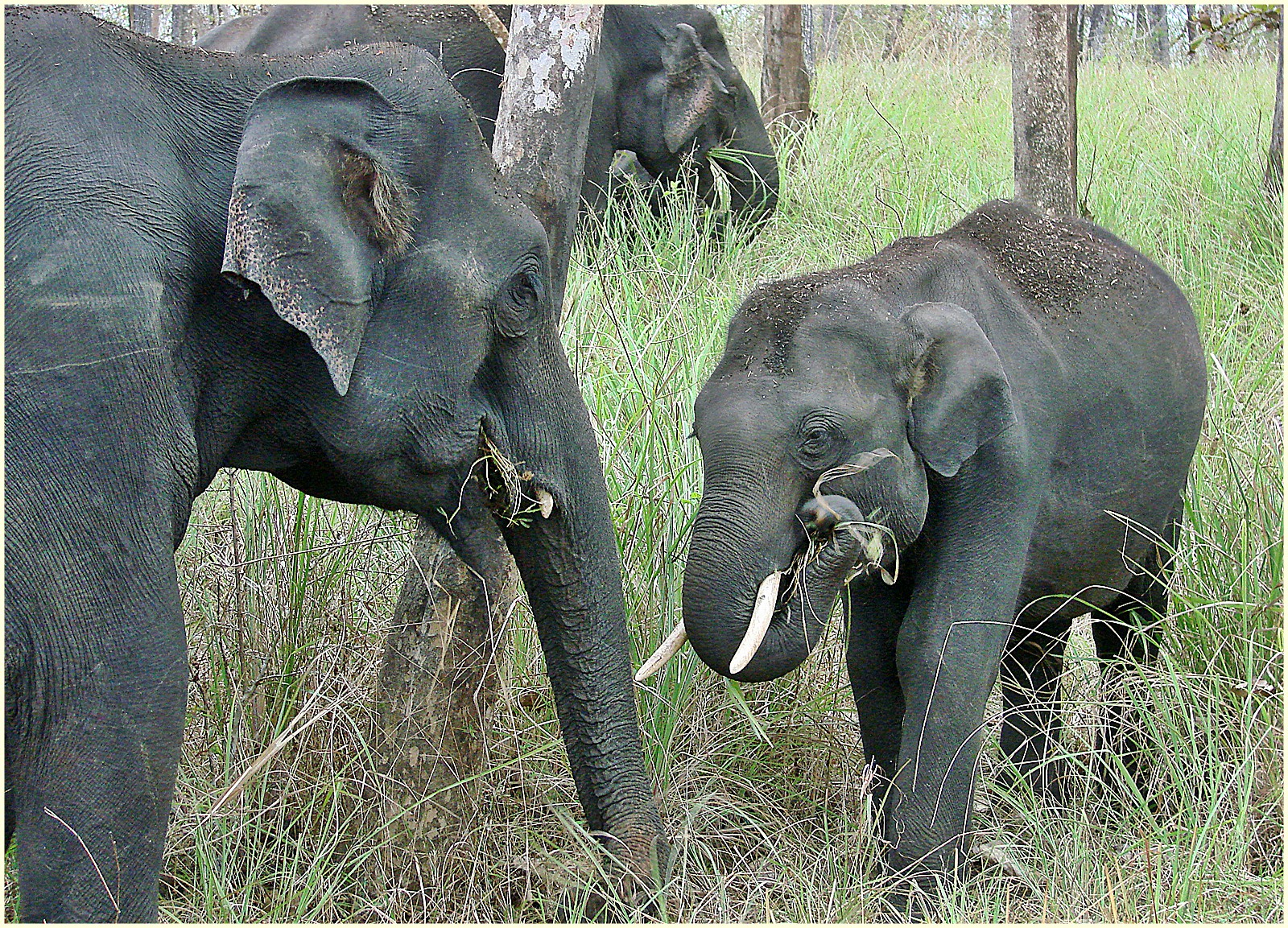

عکسبرداری از جانوران غیراهلی کاری است حساس و ظریف. استفاده از پناهگاه و دوربین‌های مجهز به دستگاه کنترل از راه دور یک ضرورت حتمی است. عکاس باید از حالت غذا خوردن، آشامیدن، جفت‌گیری و خوابیدن موضوع آگاهی داشته باشد و نحوه جذب کردن جانوران یا حداقل جلوگیری از ترسیدن و رمیدن آن‌ها را بداند. اغلب جانورانی که در پارک‌های جنگلی، نزدیک میدان‌های ورزشی و مناطق روستایی زندگی می‌کنند نیمه‌اهلی هستند. یافتن محل زیست این‌گونه جانوران و همچنین نزدیک شدن به آن‌ها برای عکسبرداری کار آسانی است. ابزار مهم در عکسبرداری از جانوران لنز تله فتوی ۲۰۰ یا ۵۰۰ میلی‌متری می‌باشد که شما می‌توانید بدون اینکه به آن‌ها نزدیک شوید، عکس‌هایی بزرگ بگیرید.

## بهترین لوکیشن‌های عکاسی در طبیعت ایران
۱. دریاچه صورتی مهارلو در نزدیکی شیراز
۲. آبشار شِوی در استان لرستان

## دیگر سبک‌های عکاسی

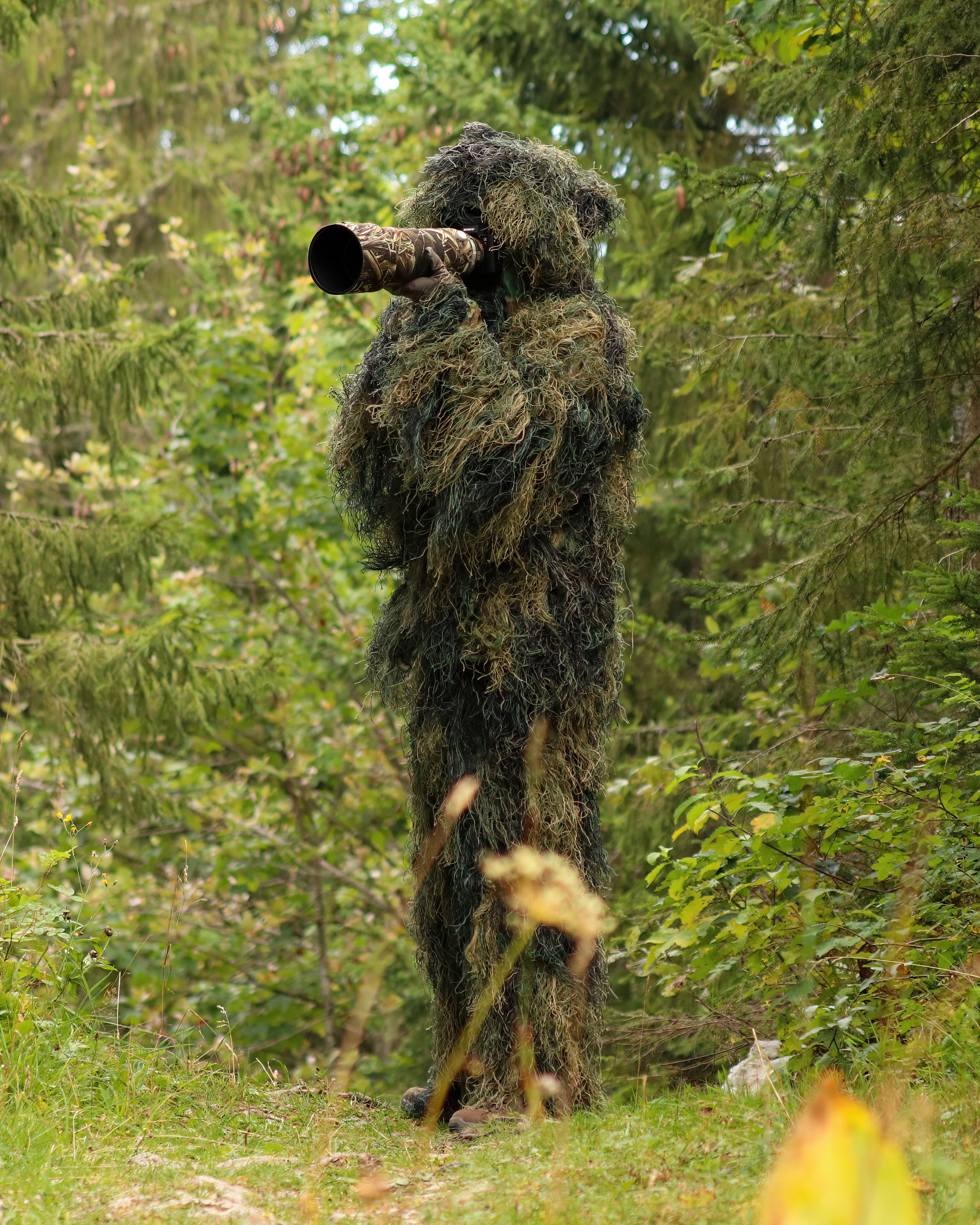
نگاره‌ای از یک عکاس حیات وحش در لباس استتار.

- عکاسی سینما
- عکاسی اجسام بی‌جان
- عکاسی منظره
- عکاسی پرتره
- عکاسی ورزشی
- عکاسی معماری
- عکاسی ماکرو
- عکاسی زیرآب
- عکاسی خبری
- عکاسی مد
- عکاسی حیات وحش
- عکاسی انتزاعی
- عکاسی مادون قرمز
- عکاسی نجومی